# Maputsoe
Maputsoe ou Maputsoa est une ville du Lesotho située dans le district de Leribe. Elle est située à la frontière entre le Lesotho et l'Afrique du Sud.